# Capital City Go-Go
Los Capital City Go-Go son un equipo de baloncesto estadounidense perteneciente a la NBA G League que comenzaron a jugar en la temporada 2018-2019. Tienen su sede en la ciudad de Washington D. C. Juegan sus partidos en el CareFirst Arena, un pabellón para 4200 espectadores. Es el equipo filial de los Washington Wizards de la NBA.

## Historia
El 21 de junio de 2017, la NBA anunció la creación de los Go-Go como filial de los Washington Wizards en la NBA G League, la liga de desarrollo de la NBA, pasando a convertirse en el vigésimo tercer equipo de la misma cuyo propietario es un equipo de la NBA, y en el vigésimo séptimo equipo en competición.
En diciembre de 2017 los Wizards desvelaron el nombre del equipo, así como su logotipo. Su denominación se debe al estilo musical go-go, un género que comenzó mediada la década de los 60 y se extendió hasta finales de los 70, estando localizada en la capital de la nación.

## Temporadas
| Temporada                 | División                  | Temporada regular         | Temporada regular | Temporada regular | Temporada regular | Playoffs |  |
| Temporada                 | División                  | Puesto                    | Victorias         | Derrotas          | Pct.              | Playoffs |  |
| ------------------------- | ------------------------- | ------------------------- | ----------------- | ----------------- | ----------------- | -------- |  |
| Capital City Go-Go        |                           |                           |                   |                   |                   |          |  |
| 2018–19                   | Southeast                 | 2º                        | 25                | 25                | .500              |          |  |
| 2019–20                   | Southeast                 | 2º                        | 22                | 21                | .512              |          |  |
| Balance temporada regular | Balance temporada regular | Balance temporada regular | 47                | 46                | .505              |          |  |
| Balance playoffs          | Balance playoffs          | Balance playoffs          | 0                 | 0                 | —                 |          |  |